# Kivisini
Kivisini ist ein Verwaltungsbezirk (Ward) des Distrikts Mwanga in der tansanischen Region Kilimandscharo.

## Geografie
Kivisini liegt im Nordosten von Tansania nördlich des Pare-Gebirges, an der Grenze zu Kenia auf einer Hochfläche in etwa 700 Meter über dem Meer. Im Westen, Süden und Osten steigt das Land zum Pare-Gebirge auf bis zu 1600 Meter an. Es grenzt im Norden an Kenia, im Osten an Jipe, im Süden an Mwaniko und Msangeni und im Westen an Kileo.
Bei der Volkszählung 2022 lebten 2106 Menschen in 562 Haushalten auf einer Fläche von 26,9 Quadratkilometern.

## Gliederung
Der Bezirk besteht aus drei Gemeinden (Mtaa) mit sechs Orten (Kitongoji):
| Kivisini - Kivisini A - Kivisini B | Kitongoto - Kitoghoto - Mkuu | Kwanyange - Kwanyange A - Kwanyange B |

## Wirtschaft und Infrastruktur
- Gesundheit: Im Bezirk befindet sich eine staatliche Apotheke.[8]
- Bildung: Es gibt im Bezirk mit der Kwanyange Primary School eine Grundschule[9] aber keine weiterführende Schule.[10]